# 周克玉
周克玉（1929年1月—2014年3月25日），男，江苏阜宁人，中国人民解放军高级将领，上将军衔。

## 生平
1945年11月加入中国共产党，1947年加入中国人民解放军，编入苏北地方部队。
1949年至中国人民解放军第24军，参加渡江战役，攻入南京城，此后驻守南京。此后一直在24军担任政治职务。
1960年至北京军区政治部当秘书，后至济南军区司令部任秘书。1965年至某炮兵团任政委，后任该团所属师政治部副主任。1969年回济南军区机关，任政治部宣传部副部长。1976年至山东省军区独立第一师任副政委，后回济南军区政治部。
1982年起至中国人民解放军第六十七军任副政委、政委。1984年升任总政治部主任助理。1985年任总政治部副主任，1988年被授予中将军衔。1990年任总后勤部政治委员，1994年晋升上将。1995年退役。周克玉习惯写诗，退役后曾出版多本诗集。
2014年去世。